# Pensamento de Kaysone Phomvihane
Pensamento de Kaysone Phomvihane é uma filosofia política que se baseia no Marxismo-Leninismo e no Pensamento Ho Chi Minh com a filosofia política desenvolvida por Kaysone Phomvihane, o primeiro líder do Partido Popular Revolucionário do Laos. A ideologia inclui pontos de vista sobre as questões básicas da Revolução Laosiana, especificamente a aplicação e desenvolvimento do marxismo-leninismo às condições materiais de Laos. Foi formalizado pela primeira vez pelo LPRP no 10º Congresso Nacional do Partido Popular Revolucionário do Laos, realizado em 2016.

Busto de Kaysone Phomvihane